# Ellerstadt

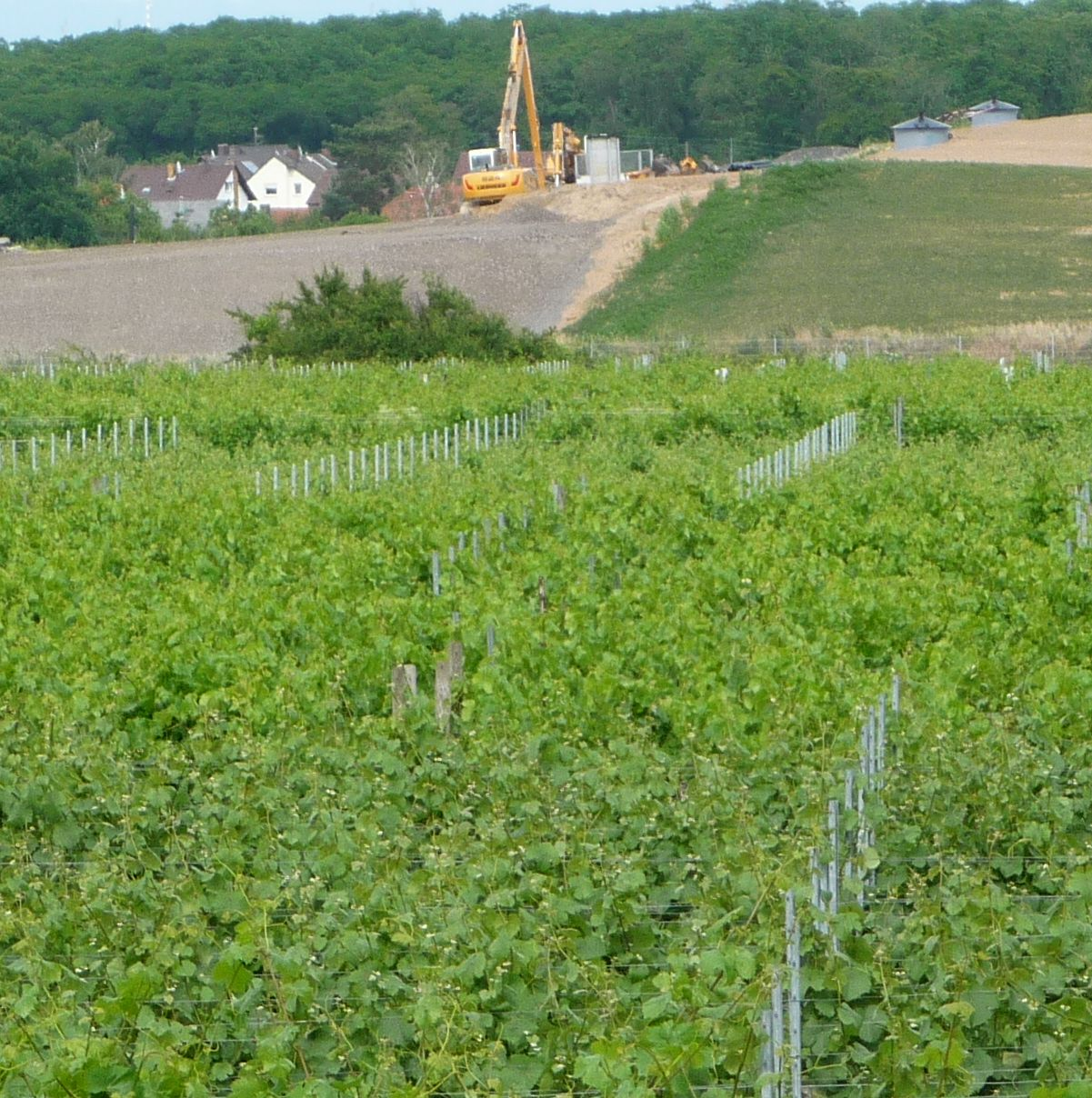
Landschaft im Einzugsgebiet von Ellerstadt

Ellerstadt ist eine Ortsgemeinde im Landkreis Bad Dürkheim in Rheinland-Pfalz. Sie gehört der Verbandsgemeinde Wachenheim an der Weinstraße an.

## Geographie
Ellerstadt liegt in der Oberrheinischen Tiefebene in der Metropolregion Rhein-Neckar. Nachbargemeinden sind Birkenheide, Fußgönheim, Gönnheim und Bad Dürkheim. Die zu Ellerstadt gehörende Akaziensiedlung liegt im Norden des Hauptortes direkt angrenzend an die Wohnbebauung der Gemeinde Birkenheide. Vor Ort existiert zudem der Ellerstadter Weiher.

## Geschichte

### Antike und Mittelalter
Die Gegend um Ellerstadt war bereits zu Zeiten der Römer besiedelt, wie drei steinerne römische Särge mit Gläsern und Urnen, die im Jahr 1822 am Südrand gefunden wurden, bezeugen. Ellerstadt war vermutlich bereits im 5. Jahrhundert eine fränkische Siedlung. Die erste urkundliche Erwähnung Ellerstadts findet sich am 19. Dezember 783 im Lorscher Codex. Belegt ist die Schenkung eines Teils der Ortschaft Alaridestath an das Kloster Lorsch. Weitere Schenkungen aus Ellerstadt sind urkundlich erwähnt in den Jahren 863, 873, 908/909 an Lorsch und 985 an das Kloster Weißenburg im Unterelsass. Für das Jahr 1190 sind pfalzgräfliche Rechte in Ellerstadt aus dem Besitz des ehemaligen Weißenburger Klostergutes und der Vogtei über das Kloster Lorsch nachweisbar.
Größere Bedeutung erlangten die Herren von Flersheim, die ab 1482 in den Besitz Ellerstadter Güter kamen. Im Jahr 1548 besaßen die Flersheimer zwei Drittel des Dorfes und die Herren von Affenstein das andere Drittel. Letztere besaßen im Gemeindegebiet die Affensteinische Burg.

### Neuzeit
1570 erwirkte Friedrich von Flersheim von Kaiser Maximilian II. die Erlaubnis zur jährlichen Abhaltung eines Ross- und Viehmarktes stets für den 1. Mai und den 19. November. Die Flersheimer besaßen nicht nur die Marktaufsicht mit allen zugehörenden Rechten, sondern auch das Halsgericht und den Blutbann. Ihr Weistum von 1555, für die Gemeinde das älteste Dokument der Rechtsprechung bei Streitsachen und Strafsachen ihrer Einwohner, wurde immer wieder öffentlich verlesen. Nachdem die Flersheimer 1577 durch Abfindung der Affensteiner alleinige Ortsherren geworden waren, starben sie 1655 aus. 1707 gehörte Ellerstadt Casimir Kolb von Wartenberg und war Bestandteil der Reichsgrafschaft, die reichsunmittelbaren Charakter hatte. Die verarmten Wartenberger veräußerten schließlich 1789 ihre Rechte an die Grafen von Sickingen.
1793/94 plünderten die revolutionären Truppen der Französischen Republik die Gemeinde und zogen die Einwohner zu Fronarbeit heran. Die Beschlagnahme allen linksrheinischen Adelsbesitzes wirkte sich auch auf den Grafen von Sickingen aus. Es gab keine Großgrundbesitzer und leibeigenen Bauern mehr.
Von 1798 bis 1814, als die Pfalz Teil der Französischen Republik (bis 1804) und anschließend Teil des Napoleonischen Kaiserreichs war, war Ellerstadt in den Kanton Dürkheim eingegliedert und Sitz einer Mairie. 1815 hatte der Ort 640 Einwohner. Im selben Jahr wurde der Ort nach der Niederwerfung Napoleons und dem Wiener Kongress Österreich zugeschlagen. Anschließend wechselte der Ort in das Königreich Bayern. Von 1818 bis 1862 gehörte er zum Gerichtsbezirk Frankenthal und dem Landkommissariat Neustadt an; aus diesem ging das Bezirksamt Neustadt hervor. 1902 wechselte die Gemeinde in das neu geschaffene Bezirksamt Dürkheim, ehe dieses 1931 wieder in sein Neustadter Pendant eingegliedert wurde.
Nach dem Zweiten Weltkrieg wurde die Gemeinde innerhalb der französischen Besatzungszone Teil des damals neu gebildeten Landes Rheinland-Pfalz. Im Zuge der ersten rheinland-pfälzischen Verwaltungsreform wechselte der Ort am 7. Juni 1969 in den neu geschaffenen Landkreis Bad Dürkheim. Drei Jahre später wurde sie der ebenfalls neu gebildeten Verbandsgemeinde Wachenheim an der Weinstraße zugeordnet.

## Bevölkerung

### Einwohnerentwicklung
1548 lebten hier 24 bis 30 Familien und 1614 waren es schon 60 bis 70; 1910 waren es 767. Noch 1722 stand an der Straße, durch die heute die Rhein-Haardtbahn fährt, kein einziges Haus.
Der starke Zuwachs der letzten Jahrzehnte ist nicht zuletzt der Rhein-Haardtbahn zu verdanken. In den Zwanzigerjahren wurde die Tausendergrenze überschritten. 1970 waren bereits 1.400 Einwohner gemeldet. 1980 wurde die Zahl 2.000 erreicht und nach Abschluss der geplanten Neubaugebiete wird sich die Einwohnerzahl bei rund 2.500 einpendeln.

### Religion
Vor Ort existierte einst eine Synagoge. Nachdem sie 1908 geschlossen worden war, war fortan ihr Pendant in Fußgönheim für die jüdischen Einwohner zuständig.
Ellerstadt ist Sitz einer protestantischen Pfarrstelle, zu der seit 2018 die Gemeinde der Lukaskirche in Birkenheide gehört.

## Politik

### Gemeinderat
Der Gemeinderat in Ellerstadt besteht aus 16 Ratsmitgliedern, die bei der Kommunalwahl am 9. Juni 2024 in einer personalisierten Verhältniswahl gewählt wurden, und der vorsitzenden Ortsbürgermeisterin.
Die Sitzverteilung im Gemeinderat:
| Wahl | SPD | CDU | Grüne | FDP | FWG | Gesamt   |
| ---- | --- | --- | ----- | --- | --- | -------- |
| 2024 | 4   | 4   | 2     | –   | 6   | 16 Sitze |
| 2019 | 5   | 2   | 2     | –   | 7   | 16 Sitze |
| 2014 | 6   | 3   | 2     | –   | 5   | 16 Sitze |
| 2009 | 6   | 3   | 1     | -   | 6   | 16 Sitze |
| 2004 | 7   | 3   | 1     | 1   | 4   | 16 Sitze |

- FWG = Freie Wählergemeinschaft Ellerstadt e. V.

### Bürgermeister
Ehrenamtliche Ortsbürgermeisterin ist Elke Stachowiak (FWG). Sie wurde bei der Direktwahl am 26. Mai 2019 mit 54,61 Prozent der Stimmen gewählt und damit Nachfolgerin von Helmut Rentz (SPD), der nach 40 Jahren im Amt nicht mehr kandidiert hatte. Bei der Direktwahl am 9. Juni 2024 wurde sie als einzige Bewerberin mit 53,0 % für weitere fünf Jahre in ihrem Amt bestätigt.

### Wappen
| Wappen von Ellerstadt | Blasonierung: „In Silber auf grünem Grund ein bewurzelter grüner Eller- oder Erlenbaum mit stilisierten Blättern, dessen Stamm von zwei Wappenschilden beseitet wird, die an zwei historische Geschlechter der Ortsherrschaft erinnern. Der rechte Schild ist von Blau, Silber und Rot geteilt (Herren von Flersheim), der linke zeigt in Silber einen roten Balken, begleitet oben von zwei, unten von einer roten Kugel (Kolb von Wartenberg).“ |
| Wappen von Ellerstadt | Das Wappen von Ellerstadt wurde am 10. August 1925 vom Bayerischen Staatsministerium des Innern in München genehmigt. |

## Kulturdenkmäler
Vor Ort befinden sich insgesamt zehn Objekte, die unter Denkmalschutz stehen, darunter die 1894 errichtete evangelische Kirche im neuromanischen Stil, die von Wilhelm Manchot errichtet wurde.

## Wirtschaft und Infrastruktur

### Wirtschaft
Die landwirtschaftlich geprägte Gemeinde lebt vorwiegend vom Weinbau und in geringerem Maße vom Obstbau. Die Weinlagen, die zum Weinanbaugebiet Pfalz gehören, sind Bubeneck (159,5 ha), Kirchstück (120,9 ha) und Sonnenberg (130,4 ha). Ein Teil der Anwohner ist bei der BASF im nahegelegenen Ludwigshafen am Rhein beschäftigt.

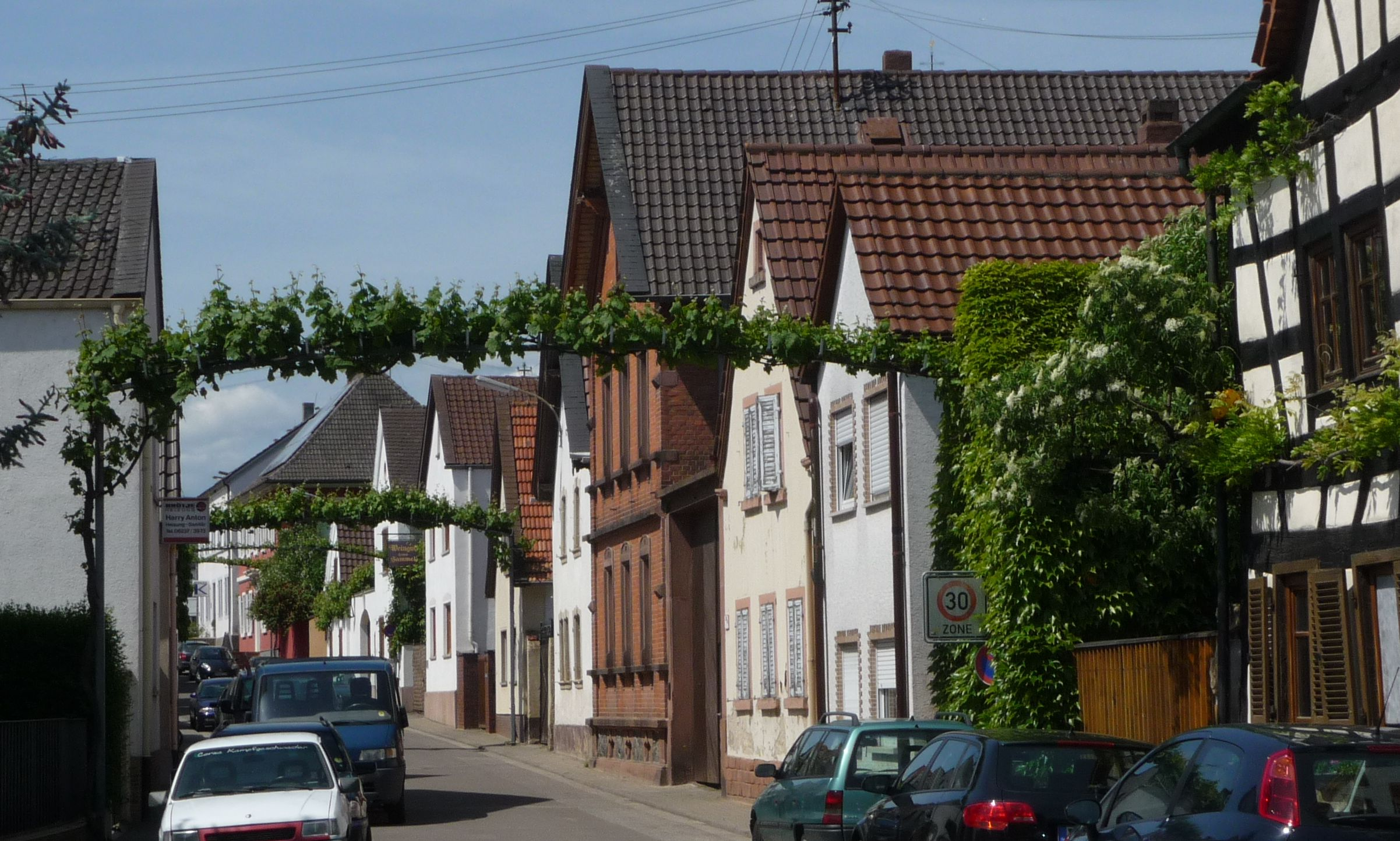
Ortsbild

Der Weinbau hat schon seit dem 8. Jahrhundert für Ellerstadt eine Rolle gespielt, wie aus der Lorscher Schenkungsurkunde hervorgeht. Seit 1886 wurden auf Ellerstadter Gemarkung überwiegend Portugieser Reben angepflanzt. Der „Gewürztraminer“, den sogar Bismarck aus Ellerstadt bezog, bringt meist nur schwachen Ertrag und ist daher nur vereinzelt anzutreffen, obwohl sich die Böden in der Gemeinde besonders eignen. Das Weingut Markus Schneider ist mittlerweile der über die Region hinaus bekannteste Weinbaubetrieb des Ortes. Der Qualitätsschwerpunkt liegt im Rotweinbereich.
1903 entfielen auf die landwirtschaftlich genutzte Fläche der Gemeinde (634 ha) 117 ha auf Weinbau, 357 auf Acker- und Gartengebiete und 70 ha auf „Forste und Holzungen“. Der Obstbau hatte bis ins letzte Jahrzehnt eine bedeutende Rolle gespielt; Pfirsichanbau seit 1867.
Über die Region hinaus bekannt ist die Pfirsichsorte „Roter Ellerstädter“ (auch: Kernechter vom Vorgebirge und Vorgebirgspfirsich). Die Sorte wurde um 1870 von dem Winzer Georg Fitz aus Ellerstadt als Zufallssämling in einer Gruppe von Pfirsich-Sämlingen gefunden, die aus den Samen eines frei abgeblühten Baumes hervorgegangen sind.
Seit 1925 wurden zunehmend mehr Sauerkirschen angebaut. Die Gemeinde ist zudem Anteilseignerin der Rhein-Haardtbahn GmbH. Darüber hinaus war sie einst Sitz der Raiffeisenkasse Ellerstadt eG, die ein Vorgängerinstitut der VR Bank Mittelhaardt darstellt.

### Verkehr
Ellerstadt liegt an der Eisenbahnstrecke Bad Dürkheim–Ludwigshafen, der Rhein-Haardtbahn, einer nichtbundeseigenen Eisenbahn. Die Strecke wird von den Linien 4, 4A und 9X der Rhein-Haardtbahn GmbH befahren, die heute Teil der Rhein-Neckar-Verkehr GmbH (RNV) ist. Die Strecke führt in Ellerstadt eingleisig auf der Straße durch den Ort. Die Züge fahren von Montag bis Freitag im 20-Minuten-Takt, an Samstagen, Sonn- und Feiertagen im Halbstundentakt, täglich ab ca. 21:00 Uhr stündlich. Die Betriebszeiten dauern von ca. 4:30 Uhr bis Mitternacht, an Wochenenden und Feiertagen gibt es zusätzliche Spätverbindungen. Die beiden Haltepunkte Ellerstadt Ost und Ellerstadt West befinden sich an den jeweiligen Ortsenden. Die Gemeinde gehört dem Verkehrsverbund Rhein-Neckar (VRN) an.
Mitten durch den Ellerstadt verläuft die Landesstraße 525, die den Ort mit Gönnheim und Fußgönheim verbindet. Inmitten des Siedlungsgebiets zweigt von ihr die Mitten durch den Ort verläuft die Landesstraße 526, nach Freinsheim ab. Zwischen dem Kernort und der Akaziensiedlung verläuft die Bundesautobahn 650.

### Tourismus
Durch die Gemeinde verläuft der Kraut-und-Rüben-Radweg.

## Persönlichkeiten

### Söhne und Töchter der Gemeinde
- Johann Heinrich Huber (1645–1706), Vorfahre des 31. US-Präsidenten Herbert Hoover
- Abraham Weil (1834–1900), Finanzbeamter jüdischer Herkunft und Ehrenbürger der Gemeinde Leimersheim
- Georg Fitz (1860–1940), Politiker (NLP)
- Werner Föckler (* 1945), Fußballschiedsrichter
- Manfred Geis (* 1949), Politiker (SPD)

### Personen, die vor Ort gewirkt haben
- Markus B. Altmeyer (* 1984), Autor und Drehbuchautor, wuchs vor Ort auf
- Norbert Hebel, erhielt 2003 den Preis für Tropenornithologie
- Karl Kleemann (1904–1969), gründete Anfang der 1930er Jahre eine Ortsgruppe der NSDAP
- Johannes Kriebitzsch (1857–1938), fertigte Glasmalereien für die örtliche protestantische Kirche an
- Johann Georg Lehmann (1797–1876), evangelischer Pfarre, Pfälzer Heimatkundler, Historiker und Buchautor, wurde 1821 vor Ort Pfarrverweser
- Franz Lind (1900–1967), Bildhauer und Maler, schuf das örtliche Kriegerdenkmal
- Wilhelm Manchot (1844–1912), entwarf die protestantische Kirche
- Gottschalk Mayer (1761–1835), besaß ein Gut vor Ort